# 奧比斯波拉莫斯德洛拉市

奧比斯波拉莫斯德洛拉市（西班牙語：Obispo Ramos de Lora），是委內瑞拉的一個市，位於該國西部梅里達州，首府設於聖埃萊納德阿雷納萊斯，面積321平方公里，2007年人口25,002，人口密度每平方公里78人。